# Loška Gora pri Zrečah
Loška Gora pri Zrečah – wieś w Słowenii, w gminie Zreče. 1 stycznia 2018 liczyła 161 mieszkańców.